# Sensual Strangers
Sensual Strangers (異国色恋浪漫譚, Ikoku Irokoi Romantan) est un manga de type yaoi écrit et illustré par Ayano Yamane. En 2007, le manga fut adapté en deux OAV d'environ une demi-heure chacun. Une édition française du manga est parue aux éditions Asuka en 2012.